# São Raimundo Esporte Clube (Manaus)
Il São Raimundo Esporte Clube, noto anche semplicemente come São Raimundo, è una società calcistica brasiliana con sede nella città di Manaus, capitale dello stato dell'Amazonas.

## Storia
Nel 1915, venne fondato il Risópolis Clube Recreativo da Francisco Rebelo e il Professor Assis. Il 18 novembre 1918, il club ha cambiato denominazione in Risófoli Clube Recreativo. Nel dicembre dello stesso anno, ha cambiato di nuovo denominazione, questa volta in São Raimundo Esporte Clube.
Nel 1956, il São Raimundo ha partecipato per la prima volta al Campionato Amazonense. Nel 1961, il club ha vinto il suo primo campionato statale. Dal 1999 al 2001, il club ha vinto tre volte di fila la Copa Norte.
Nel 1999, il São Raimundo ha terminato il Campeonato Brasileiro Série C al secondo posto, ottenendo la promozione nel Campeonato Brasileiro Série B. Nel 2006, il São Raimundo venne retrocesso nel Campeonato Brasileiro Série C, arrivando al 19º posto su 20 squadre.

## Palmarès

### Competizioni regionali
- Copa Norte: 3

1999, 2000, 2001

### Competizioni statali
- Campionato Amazonense: 7

1961, 1966, 1997, 1998, 1999, 2004, 2006
- Campeonato Amazonense Segunda Divisão: 1

2017.2

### Altri piazzamenti
- Campeonato Brasileiro Série C:

Secondo posto: 1999
- Copa Norte:

Finalista: 1998, 2002
- Copa Verde:

Semifinalista: 2022